# Lilith Eve

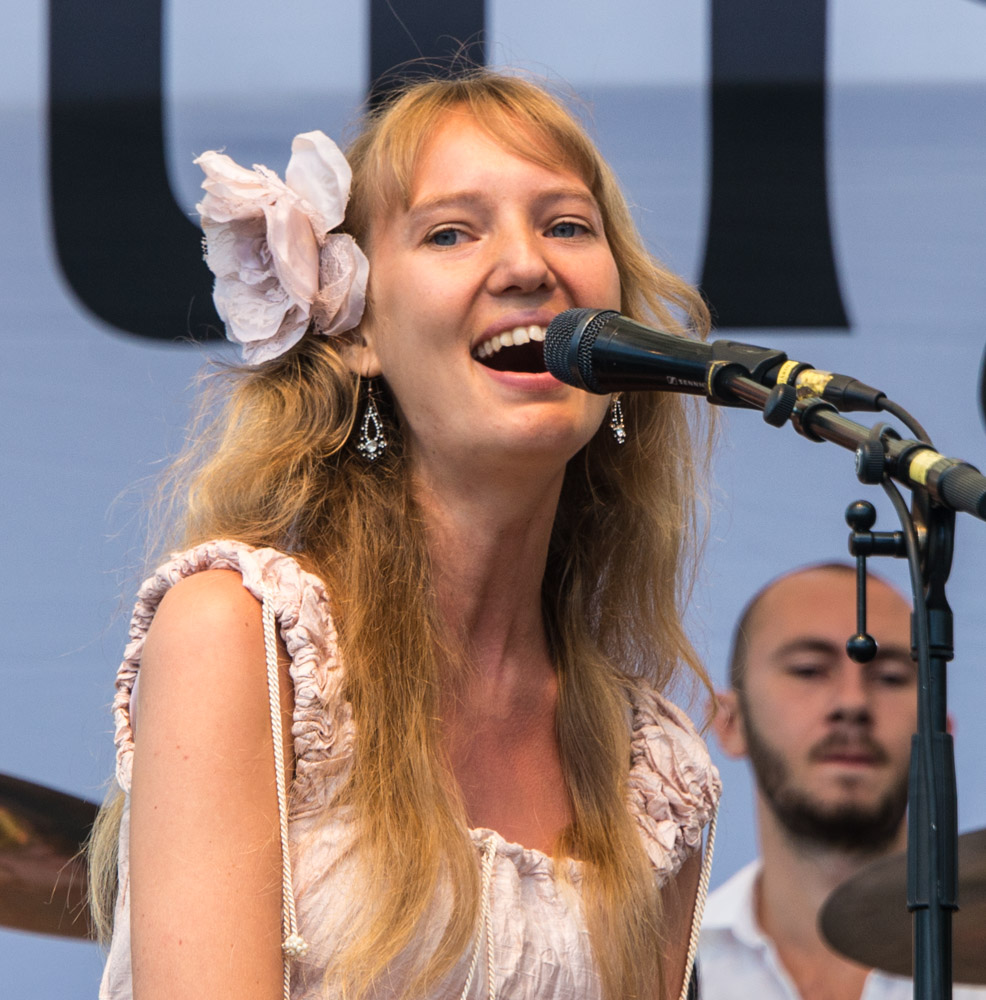
Anja Hallner på musikfestivalen Lilith Eve i Kungsträdgården i Stockholm i juli 2015.

Lilith Eve är en svensk ideell musikförening för kvinnliga artister och låtskrivare som arbetar för jämställdhet och kvinnlig kompetens inom musikområdet.

## Historik och verksamhet
Den 8 mars 2000 stod sju kvinnliga artister/låtskrivare på Nalens scen Alcazar i Stockholm. Det var en grupp vänner och kollegor som utgjorde embryot till musikföreningen Lilith Eve som bildades senare samma år. Föreningen är ideell, politiskt och religiöst obunden. Föreningen arrangerar seminarier och låtskrivarträffar för medlemmar, och publika evenemang som Öppen scen, klubbar och konserter. Konserten på den Internationella Kvinnodagen har blivit en tradition. 
Mellan 2001 och 2015 arrangerarde Lilith Eve en årlig musikfestival i Kungsträdgården  i Stockholm - Lilith Eve i Kungsan.. Lilith Eve har bland annat även producerat en programserie "Radio Lilith", sammankallat nätverk inom jämställdhet, samverkat med en rad organisationer och arrangörer i flera län såsom Dalarna, Uppsala, Västra Götaland och Skåne län. Hedersmedlem är Eva Dahlgren. 

## Mål och Visioner
Lilith Eve vill stödja och uppmuntra kvinnligt musikskapande och söka positiva samarbeten med andra musik- och jämställdhetsorganisationer, grupper och nätverk genom projekt, samverkan och idéutbyten.  Lilith Eves medlemmar verkar för att stärka sin yrkesidentitet som artister, musiker och låtskrivare, för fler möjligheter att framföra sin musik och för att öka representationen av kvinnor i musikbranschen. 